# 幻想叙譚エルシア
『幻想叙譚エルシア』（げんそうじょたんエルシア）は、J.C.STAFFが1992年から1993年にかけて制作したOVA。

## あらすじ
小国メガロニアが古代文明のテクノロジーを使って近隣諸国を制圧。メガロニアの目的は伝説の船「エルシア」だった。神の船とも伝えられるエルシアを手にすることで、メガロニアは世界の覇者にならんとした。その一方、8人の子供ばかりによる海賊団があちこちの海で金持ちの大人たちから金銭を強奪していた。少女エイラに率いられた海賊団の一行は、メガロニアからエイジア島へ向かう派遣軍と遭遇。メガロニアの王女クリステルや若き将校フェルキスらの戦いに巻き込まれるエイラたちだが、やがてエルシアがその巨大な姿を浮上させ……。

## キャスト
- エイラ - 伊倉一寿
- ドナー - 辻谷耕史
- クリステル - 折笠愛
- フェルキス - 塩沢兼人
- エルリ - 松本保典
- サラ - 水谷優子
- ファンク - 高木渉
- メヤード - 久川綾
- シル - 江森浩子
- ヌプレ - 真山亜子
- ムーラ、ナレーター - 沢木郁也
- フラック、老婆 - 上村典子
- ネーラ - 横山智佐
- ナボス - 丸山詠二
- ガナック - 銀河万丈
- グク、悪霊 - 掛川裕彦
- シンシン - 丸尾知子
- 男A - 置鮎龍太郎
- 妖精族の長 - 島香裕

## スタッフ
- 監督・脚本 - 古川順康
- 製作 - 長谷川誠
- 企画・プロデュース - 宮田智行
- 原案 - JAM・CREATION
- プロデューサー - 島崎克実[1・2]、阿部倫久[3・4]、小松茂明、尾留川宏之
- キャラクターデザイン - 梅津泰臣
- 作画監督 - 梅津泰臣[1・3・4]、佐々木守[2]、黄瀬和哉[3]
- メカデザイン - 森木靖泰
- 美術監督 - 佐藤広明
- 撮影監督: 高橋明彦
- 音響監督 - 松浦典良
- 音楽 - 矢野立美
- 色彩設定 - 村上芳枝
- 演出 - 小沢一浩[2・3・4]
- 背景 - ITAL STUDIO
- 編集 - JAY FILM、掛須秀一、和田至亮
- タイトル - マキ・プロ
- 現像 - 東京現像所
- 音響制作 - 現
- 効果 - 神保大介
- 録音 - 鶴田圭介
- 録音スタジオ - GEN
- 音楽ディレクター - 佐々木史朗、伊藤将生[3・4]
- 音楽制作 - ビクター音楽産業
- 音楽制作協力 - イマジン
- プロダクションマネージャー - 川崎とも子
- 制作 - J.C.STAFF
- 製作 - 日本ビクター

## 主題歌
エンディング・テーマ「虹の橋」
作詞 - 岩里祐穂 / 作曲 - 山田たつや / 編曲・歌 - テレピアス

## 関連商品

### VHS
- 幻想叙譚エルシア 序の譜 （1992年10月23日発売、44分収録） JHE-0397
- 幻想叙譚エルシア 弐の譜 （1992年11月27日発売、38分収録） JHE-0398
- 幻想叙譚エルシア 参の譜 （1993年6月25日発売、37分収録） JHE-0399
- 幻想叙譚エルシア 終の譜 （1993年9月23日発売、49分収録） JHE-0400
- 幻想叙譚エルシア 総集編 （1994年4月22日発売、119分収録） JHE-0469

### 音楽CD
- 虹の橋 （1992年11月21日発売） VIDL-00117
- 幻想叙譚エルシア 人気声優ホットボイスCD （1992年12月発行、非売品） VSD-1002
- 幻想叙譚エルシア オリジナル・サウンドトラック （1993年3月24日発売） VICL-00383